# Figura Madonny z Dzieciątkiem kościoła Najświętszej Maryi Panny na zamku w Malborku

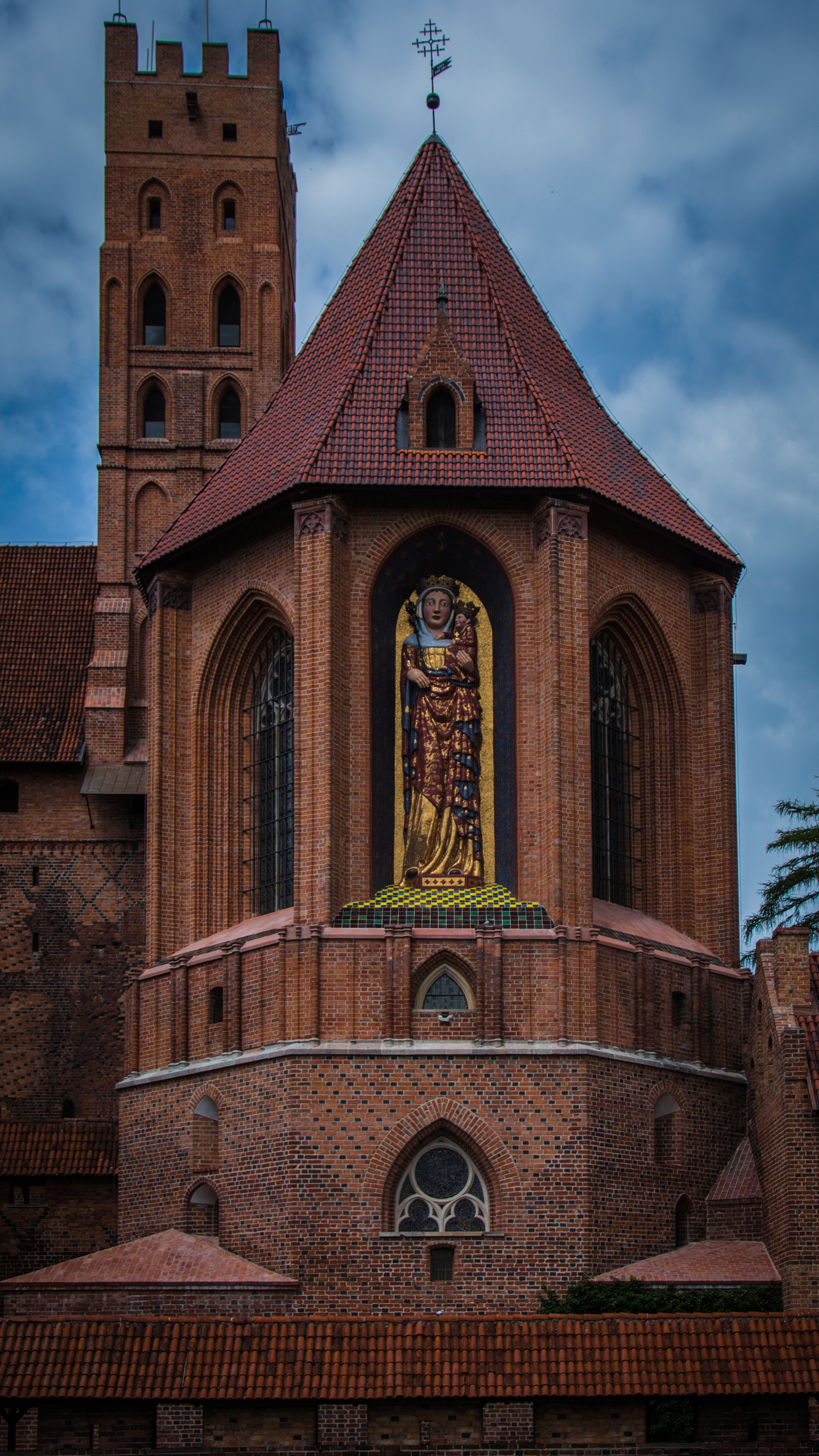
Figura Madonny z Dzieciątkiem kościoła NMP na zamku w Malborku

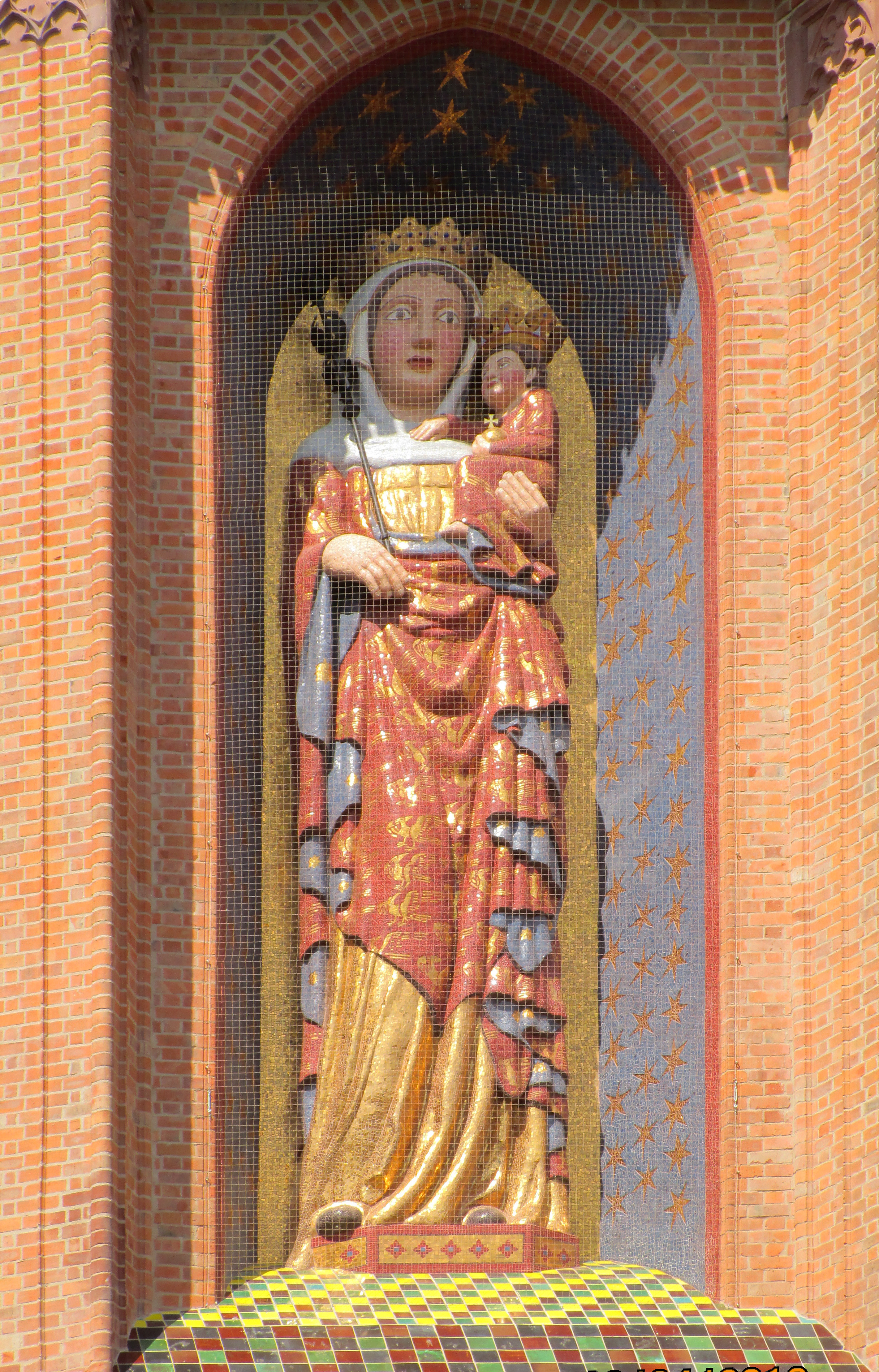
Zrekonstruowany posąg (2016)

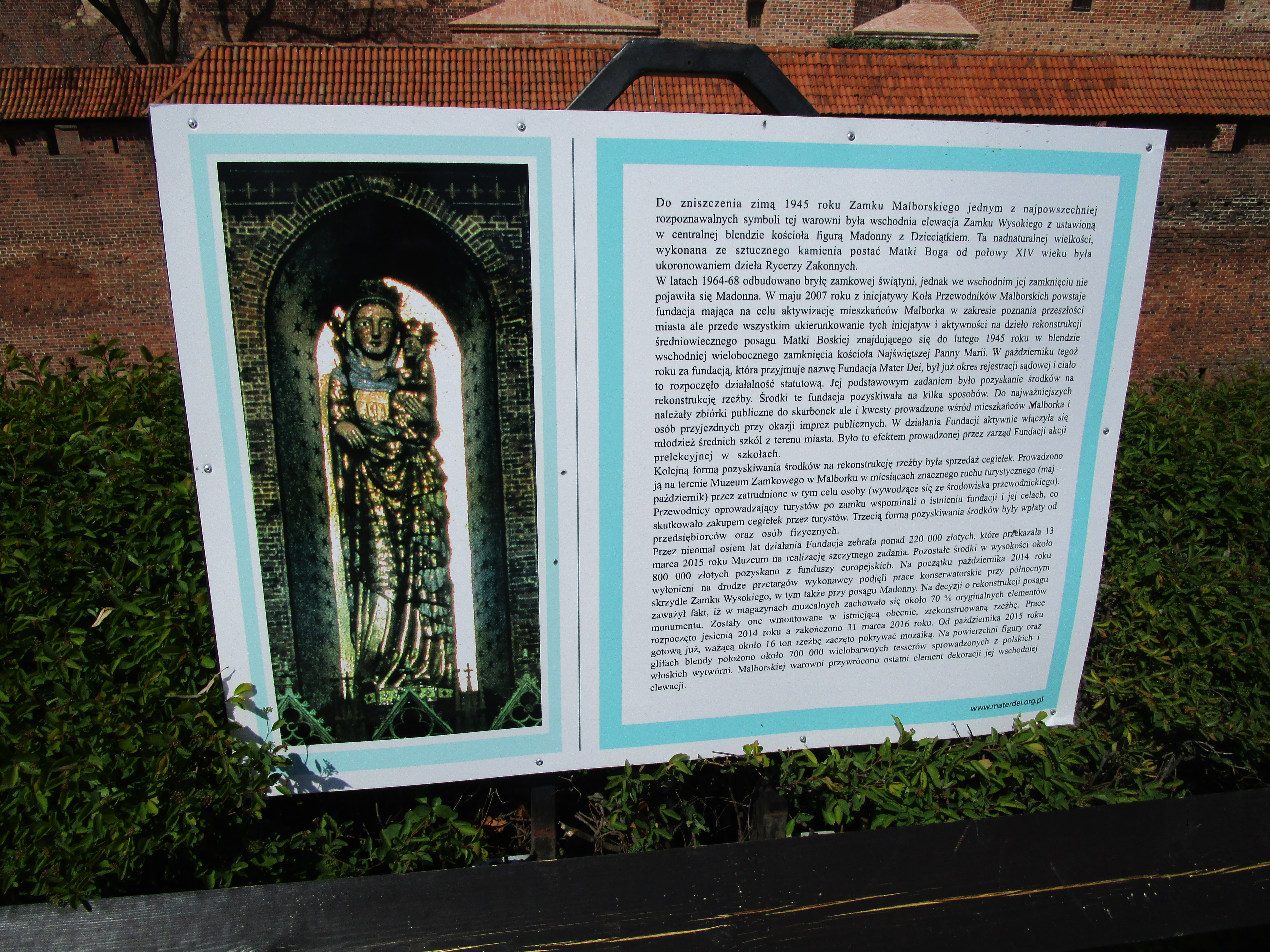
Tablica informacyjna o figurze

Figura Madonny z Dzieciątkiem kościoła Najświętszej Maryi Panny na zamku w Malborku – posąg w niszy kościoła Najświętszej Maryi Panny na zamku w Malborku. Kościół NMP znajduje się w części zwanej Zamkiem Wysokim.

## Historia figury do 1945
Wysoka na ponad 8 metrów figura Madonny z Dzieciątkiem była największym średniowiecznym posągiem w Europie. Wykonano ją w roku 1340, kiedy to zakon krzyżacki rozbudował kaplicę konwentualną i w jej miejsce wzniósł kościół NMP. Posąg wykonano ze sztucznego kamienia gipsowego, ozdabiając go polichromią ze złoceniami. W 1380 kamień pokryto złotą i kolorową szklaną mozaiką z inicjatywy teologa Jana z Kwidzyna. W XIX i na początku XX wieku przeprowadzono szereg prac konserwatorsko-naprawczych – 21 kwietnia 1903 odpadła prawa, podtrzymująca berło, dłoń Madonny, w miejsce której wykonano replikę. 
W czasie II wojny światowej zamek w Malborku jak i całe miasto mocno ucierpiało. Zimą 1945 w wyniku działań wojennych doszczętnie zniszczone zostały między innymi wschodnia część kościoła NMP i figura Madonny. 

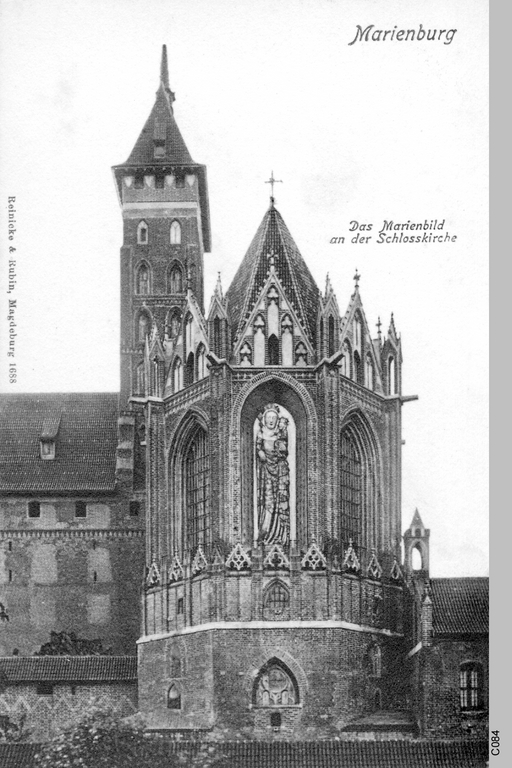
Widok na kościół i niszę z figurą, pocztówka z lat 1889–1914
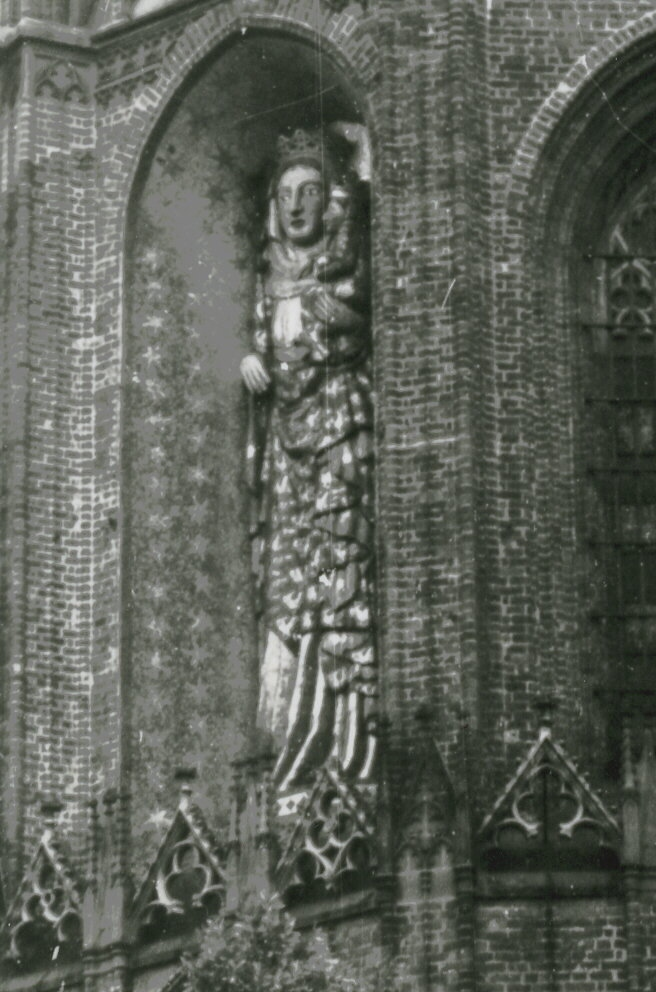
Posąg na zdjęciu z 1937
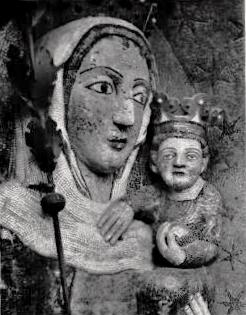
Detal posągu, zdjęcie z 1905

## Rekonstrukcja figury
W latach 1964–1968 odbudowano kościół, jednak bez sklepień i posągu. Między 2014 a 2016 rokiem, dzięki pozyskanym funduszom, przeprowadzono prace konserwatorskie i budowlane we wnętrzach Zespołu Kościoła NMP. Odtworzona figura Madonny z Dzieciątkiem wykonana została w ponad 60% z oryginalnych segmentów, wydobytych z powojennych gruzowisk. Wysoki na ponad 8 metrów posąg pokryty jest ponad 300 tysiącami tesserów. Szklane kostki użyte do jego obłożenia sprowadzone zostały z Wenecji, a elementy pokryte złotem wykonane zostały w Gdańsku. Zbiór kostek mozaikowych wydobytych z gruzowiska liczył 7936 tesserów.
17 kwietnia 2016 uroczyście podsumowano przeprowadzone prace konserwatorskie. Gościem honorowym uroczystości na malborskim zamku był wielki mistrz (opat) zakonu krzyżackiego Bruno Platter.